# Hai pai tian xin
Hai pai tian xin (caratteri cinesi 海派甜心; titolo internazionale: Hi My Sweetheart) è una serie televisiva teen drama taiwanese (vedi anche Drama taiwanese), andata in onda tra la fine del 2009 e l'inizio del 2010. I suoi protagonisti sono Rainie Yang e Show Luo.

## Trama
Xue Hai (Show Luo) è un ragazzo nerd proveniente da una famiglia agiata, che fino ai 20 anni di età viene protetto dalla sorella maggiore Xue Bo. Un giorno decide di uscire da sotto la campana di vetro della famiglia e di andare a studiare ad Hangzhou, nella Cina continentale. Per proteggere la sua vera identità, Xue Bo gli dà il nome di Lin Da Lang e lo fa passare per uno studente la cui famiglia è molto povera.
Nella sua nuova università, Da Lang incontra Chen Bao Zhu (Rainie Yang), una ragazza dallo stile rock che lo protegge dai bulli, i quali lo punzecchiano a causa del suo aspetto da nerd. In cambio della sua protezione, Da Lang le promette di diventare suo buon amico e, infine, i due si innamorano. Durante il periodo ad Hangzhou, il padre di Bao Zhu va in bancarotta e scappa, lasciando sola la madre della ragazza. Prendendo come esempio il fallimento del marito, la donna forza Bao Zhu ad uscire con qualcuno che abbia più soldi del "povero" Da Lang. Durante il compleanno della ragazza, Bao Zhu è talmente stressata dalle parole della madre che crea un malinteso con il ragazzo, che poi si protrarrà durante gli anni. Da Lang credendo di esser stato mollato ormai non crede più nell'amore.
La storia riprende tre anni più tardi, quando troviamo Xue Hai che da nerd si è trasformato in un playboy. Egli sente per caso alla radio la voce familiare di Bao Zhu, che nel frattempo è divenuta una DJ, e decide di attuare una vendetta per essere stato mollato da lei. Tuttavia, quando vede la ragazza insieme al suo ex-preside e maestro di judo, diventa geloso e capisce di amarla ancora. Le cose si complicano quando il maestro di judo, più tardi, scopre la vera identità di Lin Da Lang di ragazzo ricco.

## Cast principale
- Show Luo: Xue Hai 薛海/ Lin Da Lang 林達浪
- Rainie Yang: Chen Bao Zhu 陳寶茱
- Lee Wei: He Yan Feng 何言風
- Maggie Wu: Mo Li 莫莉
- Fang Fang: Xue Bo 薛波 (sorella maggiore di Xue Hai)
- Xiang Yu Jie: Xue Pei 薛佩 (seconda sorella di Xue Hai)

## Cast completo
- Nikki Deng: Wang Ye Qian
- Zhang Yi Mei: Li Jia Jia
- Wang Yue: Wang Yu Lan (madre di Bao Zhu)
- Wen Shuai: Chen Run Fa (ragazzo di Xue Bo)
- Jiang Qi Lin: Ba Shuang (compagno di stanza di Xue Hai ad Hangzhou)
- Liu Rui: Wu Ke (compagno di stanza di Xue Hai ad Hangzhou)
- Chen Bi Wei: Gao Gang (compagno di classe di Xue Hai e Bao Zhu)
- Shi Zhen Long: Ah Gen (migliore amico di Gao Gang)
- Yin Chong Zhen: Hui Min (assistente di Xue Hai e Xue Bo)
- Chocolate Lai: Christina (ragazza di Xue Hai)
- Xie Li Jin: direttore della stazione radio

## Colonna sonora
- Head Over Heels in Love (愛瘋頭) - Show Luo (sigla di apertura)
- Rain Love (雨愛) - Rainie Yang (sigla di chiusura)
- Youth Bucket (青春鬥) - Rainie Yang
- Anonymous Friend (匿名的好友) - Rainie Yang
- Love Doesn't Travel Around (愛不單行) - Show Luo
- Biological Clock (生理時鐘) - Show Luo
- In Your Eyes - Rainie Yang e Show Luo